# Coupe de France féminine de basket-ball 2024-2025
Navigation
2023-2024 2025–2026
La Coupe de France féminine de basket-ball 2024-2025 est la 48e édition de la Coupe de France, également dénommée Trophée Joë-Jaunay, en hommage à Joë Jaunay, basketteur international français mort en 1993. Elle oppose 24 équipes professionnelles et amatrices françaises sous forme d’un tournoi à élimination directe et se déroule de septembre 2024 à avril 2025.

## Calendrier
| Tour                                                            | Nom                    | Dates                                                                    | Participants | Vainqueurs |
| Entrée en lice de onze équipes de LF2                           |                        |                                                                          |              |            |
| 1                                                               | 32e de finale          | Mercredi 25 septembre 2024 Samedi 28 septembre 2024                      | 12           | 6          |
| Entrée en lice des 4 équipes de LBWL non-européennes.           |                        |                                                                          |              |            |
| 2                                                               | 16e de finale          | Mercredi 23 octobre 2024 Vendredi 25 octobre 2024 Samedi 26 octobre 2024 | 10           | 5          |
| Entrée en lice des 5 équipes de LBWL participant à l’Eurocoupe. |                        |                                                                          |              |            |
| 3                                                               | 8e de finale           | Mardi 3 décembre 2024 Mercredi 4 décembre 2024                           | 10           | 5          |
| Entrée en lice des 3 équipes de LBWL participant à l’Euroligue. |                        |                                                                          |              |            |
| 4                                                               | Quarts de finale       | Samedi 18 janvier 2025                                                   | 8            | 4          |
| 5                                                               | Demi-finales           | Samedi 1er mars 2025 Dimanche 2 mars 2025                                | 4            | 2          |
| 6                                                               | Finale à l’Accor Arena | Samedi 26 avril 2025                                                     | 2            | 1          |

## Résultats

### Trente-deuxièmes de finale
Les équipes de Ligue féminine 2 participent aux trente-deuxièmes de finale, à l’exception du Pôle France, ainsi qu’un club de NF1, Monaco BA. Ce tour se dispute le samedi 28 septembre 2024. Le tirage de ces trente-deuxièmes de finale est effectué le 8 août 2024.
| Date              | Club (division)              | Résultat | Club (division)                  |
| ----------------- | ---------------------------- | -------- | -------------------------------- |
| 28 septembre 2024 | USO Mondeville (LF2)         | 82–71    | Saint-Amand Hainaut Basket (LF2) |
| 28 septembre 2024 | Basket Club Montbrison (LF2) | 82–71    | Aulnoye-Aymeries (LF2)           |
| 28 septembre 2024 | Feytiat Basket 87 (LF2)      | 61–55    | Toulouse (LF2)                   |
| 25 septembre 2024 | Monaco BA (NF1)              | 71–57    | Cavigal Nice (LF2)               |
| 28 septembre 2024 | ALA Le Havre (LF2)           | 52–62    | USB Damigny-Alençon 61 (LF2)     |
| 28 septembre 2024 | BC La Tronche-Meylan (LF2)   | 57–67    | Pays voironnais (LF2)            |